# Lac de Gaube

Lac de Gaube im Winter

Der Lac de Gaube ist einer von zahlreichen Bergseen auf der französischen Seite der Pyrenäen. Er liegt im Département Hautes-Pyrénées (Region Okzitanien) und ist zu Fuß etwa drei Stunden von Cauterets entfernt. Er liegt auf  1725 m Höhe und wird aus den umliegenden, zumeist unterirdisch verlaufenden, Zuflüssen des Schmelzwassers der Gletschern des Vignemale-Massivs gespeist. Von dort gibt es Aufstiegsmöglichkeiten zum Pic de Vignemale. Bekanntheit erlangte der See in seiner Darstellung durch Stanislaus von Kalckreuth (1855).